# Design Your Universe
Design Your Universe – piąty album studyjny holenderskiego zespołu Epica. Jego premiera nastąpiła 16 października 2009 roku. 

## Lista utworów
Opracowano na podstawie materiału źródłowego.
1. Samadhi (Prelude) – 01:27
2. Resign To Surrender (A New Age Dawns Part IV) – 06:19
3. Unleashed – 05:48
4. Martyr Of The Free Word – 05:03
5. Our Destiny – 06:00
6. Kingdom Of Heaven (A New Age Dawns Part V) – 13:35
7. The Price Of Freedom (Interlude) – 01:14
8. Burn To A Cinder – 05:41
9. Tides Of Time – 05:34
10. Deconstruct – 04:14
11. Semblance Of Liberty – 05:42
12. White Waters (feat. Tony Kakko) – 04:44
13. Design Your Universe (A New Age Dawns Part VI) – 09:29

## Twórcy
Opracowano na podstawie materiału źródłowego.

- Simone Simons – śpiew
- Mark Jansen – gitara rytmiczna, śpiew
- Isaac Delahaye – gitara prowadząca
- Yves Huts – gitara basowa
- Coen Janssen – instrumenty klawiszowe
- Ariën van Weesenbeek – perkusja, śpiew
- Tony Kakko – gościnnie śpiew (utwór "White Waters")
- Amanda Somerville – gościnnie śpiew (utwór "Unleashed (Duet Version)")
- Sascha Paeth – produkcja muzyczna

## Pozycje na listach
| Lista   | Kraj     | Pozycja |
| ------- | -------- | ------- |
| Top 100 | Holandia | 8       |